# Il mio prossimo amore
Il mio prossimo amore è il quinto album da studio di Loretta Goggi, contenente 9 brani inediti.

## Antefatto
Nel 1980 Loretta Goggi lascia la RAI per realizzare il primo varietà della neonata Canale 5 dal titolo Hello Goggi. Già dal 1979 la cantante era passata ad incidere dischi per la WEA, con la quale nello stesso periodo stava incidendo l'album che avrebbe dovuto essere promosso all'interno della trasmissione. Proprio durante le sessioni dell'album le viene proposto il brano Maledetta primavera, che in un primo momento aveva un titolo diverso; fu proprio Loretta ad insistere affinche si usasse la parola "maledetta" nel testo, giudicata troppo aggressiva dai discografici. 
Il brano fu inciso e si decise in un primo momento di farne la sigla finale del programma. In molte sue interviste la Goggi ha dichiarato che per motivi tecnici riguardanti la spedizione delle videocassette pre-registrate da un'emittente all'altra, tecnica che permetteva all'epoca di aggirare il problema della mancanza della diretta per le tv private, la trasmissione subì uno slittamento nella messa in onda. A causa di questo ritardo la Goggi ed il suo management decisero di proporre il brano per l'imminente Festival di Sanremo, intuendone il potenziale
Registrato durante il 1980, uscì a fine autunno del 1981. L'album, composto da sette tracce inedite e due già conosciute (Maledetta primavera e Nun t'allargà, lato b del singolo Notti d'agosto), rappresenta l'apice del sodalizio professionale con il compositore Totò Savio, che, con il paroliere Amerigo Paolo Cassella, compone il maggior numero di testi, sette su nove.
Tra gli autori dei brani anche Donatella Rettore che compone Assassina, brano che parla dell'infatuazione di una ragazza per un giovane ragazzo gay, Dario Baldan Bembo e la stessa Loretta Goggi, rispettivamente con Ora settembre e E pensare che ti amo. Nello stesso periodo vennero incisi anche i brani Gnam gnam, firmato da Cristiano Malgioglio e Mi solletica l'idea, che non vennero inclusi nella tracklist finale dell'album.
Tutte le canzoni verranno promosse nel primo programma del sabato sera di Canale 5, Hello Goggi, presentato dalla cantante.
Il disco riscuote un grande successo, tanto da far uscire, solo per il mercato tedesco, una versione contenente il brano L'aria del sabato sera, sigla del programma Fantastico del 1979, condotto da Loretta con Heather Parisi e Beppe Grillo.

## Edizioni
Il disco è stato pubblicato per la prima volta in vinile su etichetta WEA in LP e musicassetta, con numero di catalogo T 58365, con copertina ruvida su sfondo bianco panna e i testi stampati sulla busta interna colorata e bianca.
Il disco ha avuto un'ampia distribuzione anche all'estero: in Europa, Germania e Scandinavia è stato distribuito con numero di catalogo 58 386, con copertina su sfondo bianco e i testi stampati sulla busta interna bianca. La versione estera contiene una traccia aggiuntiva, il brano L'aria del sabato sera, sigla del varietà Fantastico, pubblicata due anni prima.
Il disco è apparso per la prima volta su CD nel 2010, rimasterizzato in digitale nella collana Original Album Series edita dalla Rhino Records per la Warner Fonit.
Il 19 marzo 2021 l'album è stato ristampato a tiratura limitata di trecento copie numerate in vinile colorato rosa, ed in una nuova versione CD, entrambe rimasterizzate e con l'aggiunta del brano Mi solletica l'idea, lato B del singolo Maledetta primavera

## Tracce
Testi di Loretta Goggi, Paolo Amerigo Cassella, Cristiano Malgioglio, Donatella Rettore, Jacqueline Schweitzer, musiche di Totò Savio, Mario Balducci, Franco Marino, Dario Baldan Bembo.
1. Il mio prossimo amore – 3:55 (testo: Paolo Amerigo Cassella – musica: Totò Savio)
2. Assassina – 3:00 (testo: Donatella Rettore – musica: Franco Marino)
3. Se mi sposerò – 3:58 (testo: Paolo Amerigo Cassella – musica: Totò Savio)
4. Nun t'allargà – 4:03 (testo: Paolo Amerigo Cassella – musica: Totò Savio)
5. E pensare che ti amo – 3:56 (testo: Loretta Goggi, Paolo Amerigo Cassella – musica: Totò Savio)
6. Maledetta primavera – 4:10 (testo: Paolo Amerigo Cassella – musica: Totò Savio)
7. Penelope – 3:56 (testo: Paolo Amerigo Cassella, Jacqueline Schweitzer – musica: Franco Marino)
8. Ti voglio non ti voglio – 4:14 (testo: Cristiano Malgioglio – musica: Mario Balducci)
9. Ora settembre – 4:28 (testo: Paolo Amerigo Cassella – musica: Dario Baldan Bembo)

## Formazione
- Loretta Goggi – voce
- Elvio Monti – pianoforte
- Daniele Cestana – tastiera
- Vincenzo Restuccia – batteria
- Giovanni Civitenga – chitarra, basso
- Mario Scotti – basso
- Totò Savio – chitarra
- Alessandro Centofanti – tastiera
- Luciano Ciccaglioni – chitarra
- Massimo Guantini – tastiera
- Silvano Chimenti – chitarra
- Baba Yaga – cori